# Boomerang (cómic)
Boomerang —Bumerang en España— (Frederick Myers) es un personaje ficticio, un supervillano que aparece en el Universo de Marvel Comics. Ha sido miembro de varios equipos de supervillanos prominentes y se enfrentó con varios héroes a lo largo de su carrera, sobre todo Spider-Man.

## Historia de publicación
Boomerang apareció por primera vez en Tales to Astonish #81 (julio de 1966), y fue creado por Stan Lee y Jack Kirby.
Él ha aparecido como personaje regular en Thunderbolts desde la edición #157, y se ha mantenido con el equipo desde el título de transicionado en Vengadores Oscuros comenzando con la edición #175.
Boomerang aparece como el narrador y uno de los personajes principales de Superior Foes of Spider-Man.

## Biografía del personaje ficticio
Fred Myers nació en Alice Springs, Territorio del Norte, Australia y fue criado en los Estados Unidos. Cuando era niño desarrolló un amor por el béisbol, y pasó años entrenando y perfeccionando su brazo de lanzar. En el momento que era un adulto joven, Fred se había dado cuenta de su sueño de lanzar para un equipo de ligas mayores. Sin embargo, estúpidamente comenzó a aceptar sobornos, y fue expulsado de las ligas mayores después de ser descubierto. Poco después, Myers fue contactado por el Imperio Secreto, una organización criminal internacional que vio el potencial de sus habilidades. Myers aceptó y se le dio un nuevo traje y un arsenal de bumerangs mortales, de los que deriva su nuevo nombre. Se enfrentó a Hulk después de tomar como rehén a Betty Ross para obtener planes, pero Hulk rescata a Betty. Boomerang se cayó de un acantilado, aparentemente a su muerte.
Después de que el Imperio Secreto se derrumbó, Boomerang volvió a su Australia natal y se postró por unos pocos años, perfeccionando su puntería mortal y hacer modificaciones a sus armas. Una vez que estuvo listo, regresó a América y comenzó a ofrecer sus servicios como asesino a sueldo autónomo. Su primera misión era asesinar a Puño de Hierro, aunque fue derrotado. Fue contratado después como parte de un gran grupo de criminales sobrehumanos empleados por Libra para combatir a los Defensores. Fue contratado por Víbora para participar en un complot contra S.H.I.E.L.D., y luchó con Spider-Man, Nick Furia, Shang-Chi, y la Viuda Negra. Boomerang a continuación trató de matar a Spider-Man con el fin de impresionar a Kingpin, el Rey del Crimen y así obtener empleo; sin embargo, fue derrotado por el trepamuros y detenido por la policía. Se le vio después ayudando al Castigador a escapar de la prisión. Boomerang fue finalmente liberado de la cárcel. Fue contratado por Max Stryker para obligar a Bruce Banner a usar en Stryker una cura para el cáncer experimental que utiliza rayos gamma, pero terminó luchando contra Hulk, el alter ego de Banner.
Boomerang fue reclutado por Jack O'Lantern en el Sindicato Siniestro. Como parte de ese equipo, se enfrentó a Spider-Man, Marta Plateada, y el Hombre de Arena. Luego, fue contratado por Louis Baxter III para atacar un yate, y de nuevo luchó con Spider-Man. Luego luchó con Ojo de Halcón a instancias de un Loki disfrazado. A continuación, se unió con Látigo Negro y Ventisca para ayudar a Iron Man a combatir al Fantasma. Fue empleado luego por Justin Hammer, y luchó con Cardíaco y Spider-Man. Con el Sindicato Siniestro otra vez, él participó en una ola de crímenes. Durante estos eventos, Boomerang rivalizó con Demonio Veloz por el afecto de Leila Davis. Boomerang estaba entre varios de los sicarios que respondieron a una recompensa abierta sobre Matt Murdock que fue sacada por Samuel Silke como parte de un elaborado plan para usurpar el imperio de Kingpin. Después de derrotar al Cañonero, Daredevil detecta a Myers en un tejado adyacente. Búmeran en mano, Myers vacila cuando se da cuenta de que Daredevil lo ha descubierto, y luego huye. Daredevil lo sigue, lo golpea y le amenaza cuando encuentra la foto de Matt Murdock en el bolsillo de Myers. Myers posteriormente trató de demandar a Murdock por $1.000.000 por la golpiza.
Alrededor de este tiempo él también trabajó para el villano el Búho. Se asoció con el villano súper poderoso Grizzly. Ambos crearon nuevos trajes elegantes para ellos, el de Boomerang pareciéndose a un traje de negocios de tres piezas. Este no duró mucho, sin embargo, y pronto volvió a su viejo traje.
Boomerang ha sido un miembro de los Maestros del Mal y combatió a los Thunderbolts. También ha sido miembro de los Doce Siniestros.
Boomerang juega un pequeño papel en el crossover "Guerra Secreta".

### Guerra Civil
Boomerang aparece brevemente como un prisionero del Barón Zemo, capturado antes que el equipo de Zemo recibiera sanción oficial por derrotar villanos.
A pesar de esto, él aparece con Hidro Man y Conmocionador, en el tejado de la casa de subastas de Bailey. Su intento de robo es interrumpido por el intento de Máquina de Guerra y Komodo para capturar a Spider-Man; los tres villanos se escapan, pero son perseguidos por las Arañas Escarlata.
Él reunió a un grupo de villanos y trató de extorsionar al director de los nuevos Thunderbolts Norman Osborn, pero fue derrotado brutalmente por Osborn y ahora es obligado a trabajar en secreto para él.
Boomerang fue visto en el Bar Sin Nombre cuando Spider-Man y Daredevil bloquean el lugar.

### La Iniciativa
Boomerang es añadido al equipo de la Iniciativa de los Cincuenta Estados los Heavy Hitters, usando el nombre "Outback". Cuando Nonstop trata de renunciar y se escapa, los otros miembros del equipo la persiguen y la capturan. Cuando llega un equipo de noticias, Outback intenta inculpar a Nonstop de robo, pero Prodigio revela a "Outback" como Boomerang y lo ficha. "Outback" es más tarde parte de las fuerzas en el Campamento HAMMER que combaten a la Resistencia Vengadores cuando el grupo ataca durante los eventos del "Sitio". Es noqueado por Ultra Girl y Batwing.

### Jackpot
Boomerang apareció como un matón a sueldo de la Rosa y entró en conflicto con Jackpot, donde descubrió su identidad secreta. Él sigue a Sara hacia su casa y asesina a su marido delante de ella y de su hija.

### Gremio de Asesinos
Boomerang aparece más tarde como un miembro del Gremio de Asesinos de Bella Donna Boudreaux y se enfrenta a Lobezno, Dominó y Fuerza-X.

### Thunderbolts
Después de ser encarcelado en la Balsa, Boomerang fue seleccionado para formar parte del "equipo beta" de los Thunderbolts, junto al Conmocionador, Troll, Mister Hyde, y Centurius.

### Marvel NOW!
Como parte del evento Marvel NOW!, Boomerang aparece como miembro de la última encarnación de los Seis Siniestros. Los Seis Siniestros fueron derrotados por el Superior Spider-Man (la mente del Doctor Octopus en el cuerpo de Spider-Man) y Boomerang estuvo a punto de morir hasta que la conciencia de Peter Parker refrena al Superior Spider-Man. Boomerang fue visto en la enfermería de la Balsa por el Escorpión y Buitre, donde fueron mejorados por los mini Spider-Slayers de Alistair Smythe después de aceptar la oferta de matar al Superior Spider-Man. Mientras Escorpión persigue al alcalde J. Jonah Jameson y Buitre se enfoca en los otros civiles, Boomerang se involucra con el Superior Spider-Man que hiere a Boomerang al amarrar su Bomb-o-Rangs.
En la serie Superior Foes of Spider-Man, Boomerang asume el liderazgo de los Seis Siniestros. En el último número, se revela que un borracho Boomerang estaba relatando los eventos de la serie a una mosca de bar invisible. Después de admitir que puede haber exagerado o fabricado completamente muchos de los detalles, Boomerang pregunta a su compañero cómo se llama. El hombre responde con "Peter".

### All-New, All-Different Marvel NOW!
Durante la trama del Imperio Secreto, Boomerang está operando como un jefe de crimen de Newark. Después de que el Capitán América se convirtiera en agente de HYDRA por el clon de Red Skull usando los poderes de Kobik y conquistando el mundo después de matar al clon de Red Skull, Boomerang ofrece un refugio para María Hill, Viuda Negra y sus Campeones para diseñar un plan para rebelarse contra el régimen de HYDRA. Más tarde, su casa de seguridad es atacada por Punisher, que ahora parece estar al servicio de HYDRA.

## Poderes, habilidades, y equipo
Fred Myers no tiene poderes sobrehumanos, pero tiene la fuerza, la velocidad, la agilidad, la destreza, los reflejos, la coordinación y la resistencia de un atleta profesional de sus días como jugador de béisbol. Puede lanzar objetos pequeños con casi infalible precisión, y su objetivo es casi el pico de lo que un humano superpoderoso no puede lograr. Sólo personajes como Bullseye, Ojo de Halcón, y Supervisor pueden igualar su precisión.
El recurso más peligroso de Boomerang es, naturalmente, su arsenal de bumeranes especializados diseñados por Justin Hammer. Él los ha modificado y mejorado con los años, pero los más comunes son los "shatterangs" explosivos (con suficiente poder explosivo para destruir un automóvil), "gasarangs" que liberan grandes dosis de gas lacrimógeno para acabar con un objetivo, "razorangs" con navajas afiladas, "screamerangs" de explosión sónica y "bladarangs" de torbellino que cortan como cuchillas de sierra.
Boomerang lleva una armadura de cuerpo ligero suministrada por Hammer, con una amplia variedad de bolsillos ocultos y bolsas para sus bumeranes pequeños y especializados, además de accesorios para fijar los siete principales bumeranes más grandes. Boomerang también tiene propulsores de chorro en sus botas que son controlados por comando mental a través de un circuito cibernético en la capucha, que le permiten volar por el aire a velocidades de hasta 30 millas por hora (48,3 km/h), y pueden ser utilizados como un arma ofensiva cuando se dispara a corta distancia.
Boomerang tiene conocimientos básicos de las técnicas de lucha callejera.

## Otras versiones

### Marvel Ultimate
La versión Ultimate de Boomerang apareció brevemente en Ultimate Spider-Man. Spider-Man le salvó de ser asesinado por el Castigador durante un atraco. Boomerang le agradece y luego le ofrece a Spider-Man miles de dólares para salvarlo de la policía, pero Spider-Man lo ata con redes junto con su presunto asesino/ladrón. Al igual que el Conmocionador, su yo Ultimate es una versión mucho más débil, casi una parodia de sí mismo.

### JLA/Avengers
Boomerang es uno de los villanos cautivados defendiendo la fortaleza de Krona, y es derrotado por Barry Allen Flash.

### Amazing Spider-Man: Renueva tus votos
Durante la historia de "Secret Wars" en las páginas de Amazing Spider-Man: Renew Your Vows, Boomerang trabaja como ejecutor de Regent donde él, Rhino y Shocker golpearon a Hombre Demoledor por protestar contra las reglas de Regent. Más tarde, el regente recluta a Boomerang, Escarabajo y Rhino para llenar los vacíos de membresía en los Seis Siniestros luego de la muerte de Doctor Octopus, Hobgoblin y Buitre que están incapacitados. Él y los Seis Siniestros atacan la base secreta de S.H.I.E.L.D. después de que Regent probó la mente del Hombre de Arena.

## En otros medios

### Televisión
- Boomerang aparece en el segmento de Hulk de The Marvel Superheroes,[41]contratado por el Imperio Secreto para derrotar a Hulk.
- Boomerang aparece en The Avengers: United They Stand,[42] episodio "Comando Decisión" con la voz de Rob Cowan. Es visto como un miembro de los Maestros del Mal de Barón Zemo.
- Boomerang aparece en la nueva serie Ultimate Spider-Man, con la voz de Rob Paulsen con un acento australiano.[43]
  - En la tercera temporada, episodio 19, "En busca de Burritos", es controlado por Mesmero, junto con Shocker y Grizzly a atacar a Spider-Man, Power Man y Chica Ardilla. Durante la lucha contra Mesmero en la parte superior de la azotea, Chica Ardilla utiliza una de sus ardillas para golpear a Boomerang. Mesmero fue forzado por Spider-Man a liberar a Boomerang y a los otros villanos de su control mental. Boomerang, Mesmero, y Shocker fueron enredados por Spider-Man y llevados a la policía.
  - En la cuarta temporada, episodio 2, "El Ataque de HYDRA, Pt. 2", el Doctor Octopus libera a Boomerang, Batroc el Saltador y Kraven el Cazador de la brigada del Tri-Carrier de S.H.I.E.L.D. convertida en la Isla HYDRA, donde propone un concurso donde el que pueda capturar a Spider-Man se unirá a su última encarnación de los Seis Siniestros. En "El Anti-Venom", uno de los agentes de HYDRA menciona que Boomerang fue capturado antes de que HYDRA pudiera haber hecho contacto.

### Videojuegos
- También hace una aparición como el jefe del primer nivel del videojuego The Uncanny X-Men, en el que el manual le define como un mutante, con el poder de la precisión con los objetos lanzados.
- Boomerang aparece como un villano menor en el videojuego Ultimate Spider-Man.
- Él aparece en el juego Spider-Man and Captain America in Doctor Doom's Revenge.
- Una versión Noir de Boomerang aparece en la versión para Nintendo DS de Spider-Man: Shattered Dimensions, con la voz de Jim Cummings. Él intenta recuperar una pieza de la Tabla del Orden y el Caos en un museo, pero es derrotado por Spider-Man Noir.
- Boomerang aparece como jefe en el juego de Facebook Marvel: Avengers Alliance.[44]